# Trại Họp bạn Hướng đạo Thế giới lần thứ 20
Trại Họp bạn Hướng đạo Thế giới lần thứ 20 diễn ra trong căn cứ hải quân tại Sattahip, Thái Lan. Đây là Trại Họp bạn Hướng đạo Thế giới lần thứ hai được tổ chức tại Đông nam Á sau lần tổ chức tại Philippines vào năm 1959.
Trại Họp bạn mang đến một cơ hội cho khoảng 30.000 Hướng đạo sinh từ khắp nơi trên thế giới trải qua 12 ngày cắm trại với nhau và tham dự các hoạt động được phát họa cho họ về sự phát triển bản thân và về trách nhiệm xã hội trong khuôn sườn phương pháp giáo dục của Hướng đạo. Trại họp bạn bồi dưỡng sự tiến triển và thống nhất Phong trào Hướng đạo Thế giới và mạnh mẽ nối kết nó với văn hóa châu Á, cả về mặt hoạt động và phương pháp.
Đề tài của Trại Họp bạn Hướng đạo Thế giới lần thứ 20 là Chia xẻ thế giới và văn hóa của chúng ta.
Cũng giống như những kỳ Trại Họp bạn trước, khổ chuẩn của một đoàn là 36 thanh thiếu niên cộng 4 huynh trưởng Hướng đạo.
Trại Họp bạn Hướng đạo Thế giới lần thứ 20 được tổ chức tại Sattahip, Chonburi, cách Thủ đô Băng Cốc khoảng 180 km về phía đông nam. Khu đất trại nằm trên một bờ biển trên Vịnh Thái Lan trải rộng trên 1 diện tích 1.200 hécta và có những vùng đất bằng, đồi và bãi cát trắng.